# Ruas abertas
As Ruas Abertas (em espanhol conhecidas como calles recreativas ou ciclovias recreativas) são programas que bloqueiam o acesso de veículos à grandes avenidas das cidades, deixando as vias livres para as pessoas utilizarem para lazer, de forma temporária (normalmente de domingo e feriado, com horários específicos). 

## Histórico
As políticas públicas de abertura tem origem na América Latina. Nos anos 1970, Bogotá começou o programa de Ciclovias Recreativas (Ciclovía Bogotana), com o intuito de promover o uso de bicicletas para melhorar a saúde e oportunidades de práticas esportivas na cidade. Atualmente, o programa oferece mais de 120 km de rotas temporárias. Passados 50 anos, a iniciativa está presente em diversas cidades das Américas Latina e do Norte e em Bogotá impulsionou a criação de um calçadão permanente em uma das ruas na região central com maior movimento a pé (a Carrera Séptima).
Na cidade do México, o projeto denominado “Muévete en bici” promovido pela Secretaria do Meio Ambiente existe desde 2007, e conta com aproximadamente com 55 km de vias dedicadas ao lazer todos os domingos. No Rio de Janeiro, a abertura das avenidas que margeiam as praias acontece desde 2010 por meio de uma lei de áreas de lazer, coordenada pela Secretaria Municipal de Transportes. 

## Exemplos de Programas de Ruas Abertas

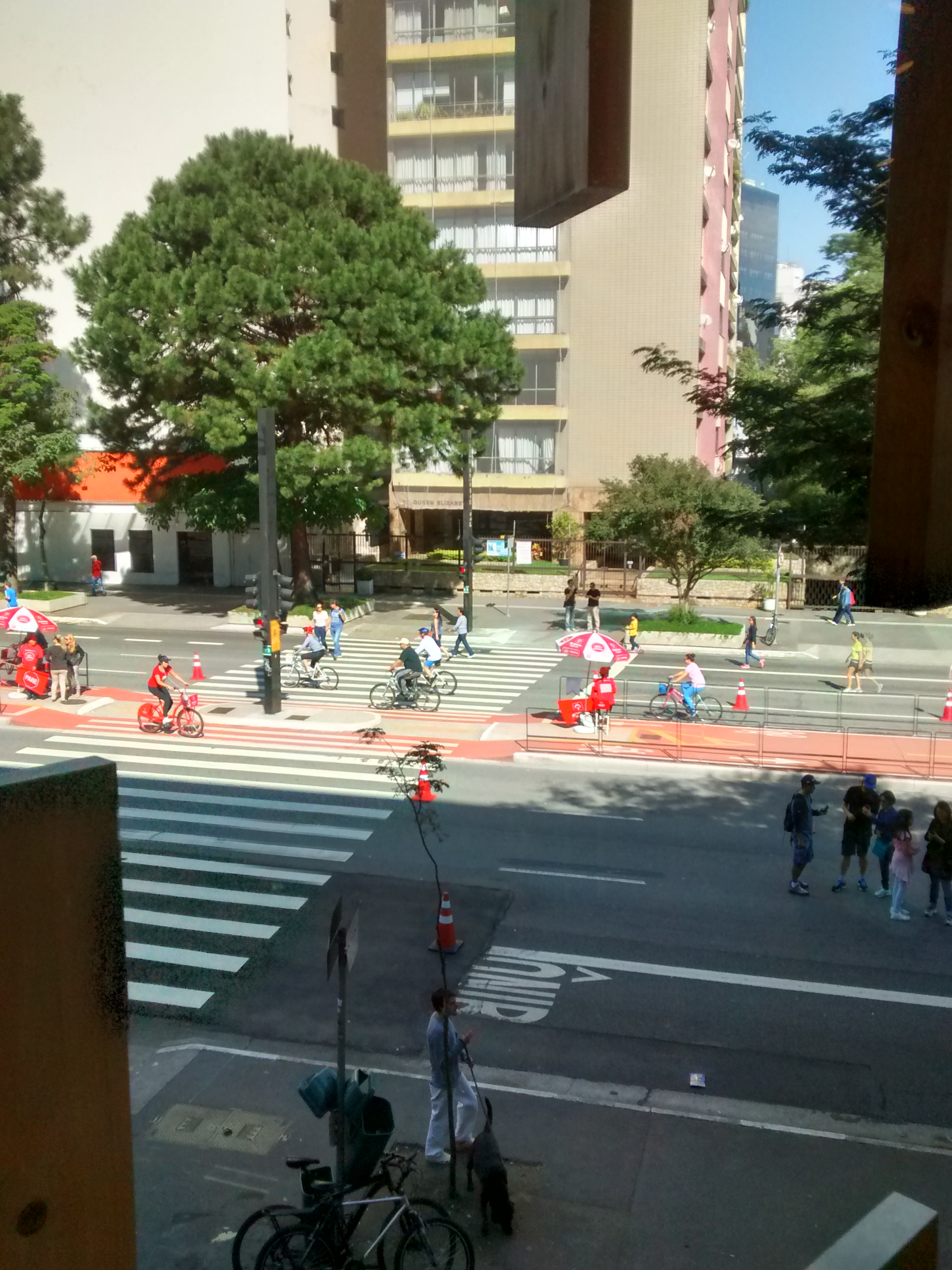
Paulista Aberta em São Paulo

### Paulista Aberta e Ruas Abertas em São Paulo
Implantado em 2016, o Programa Ruas Abertas incentiva a ocupação dos espaços públicos com vias abertas para pedestres e ciclistas, aos domingos e feriados, em diferentes regiões da cidade.